# Udo von Fischer
Ottomar Udo Adalbert von Fischer (* 7. August 1868 in Schleswig; † 14. Dezember 1938 in Blankenburg) war ein deutscher Generalmajor.

## Leben

### Herkunft
Er war der Sohn des späteren preußischen Generals der Infanterie Emil von Fischer (1831–1912) und dessen Ehefrau Marion Sarah, geborene Barfield (1831–1913).

### Militärkarriere
Nach seiner Erziehung im Kadettenkorps wurde Fischer als Sekondeleutnant am 22. März 1887 dem 5. Thüringischen Infanterie-Regiment Nr. 94 (Großherzog von Sachsen) der Preußischen Armee überweisen. Er diente dort zunächst in der 4. Kompanie in Weimar und war vom 1. März 1891 bis zum 31. März 1894 Adjutant des II. Bataillons in Eisenach. Anschließend zum Premierleutnant befördert, absolvierte Fischer ab 1. Oktober 1896 für drei Jahre die Kriegsakademie. Am 22. März 1901 folgte mit der Beförderung zum Hauptmann seine Versetzung in den Großen Generalstab. Von dort kam er am 1. Oktober 1902 in den Generalstab des XIV. Armee-Korps nach Karlsruhe und war vom 27. Januar 1904 bis zum 19. März 1906 als Kompaniechef im Füsilier-Regiment „von Gersdorff“ (Kurhessisches) Nr. 80 tätig. Daran schlossen sich Verwendungen als Erster Generalstabsoffizier im Stab der 18. Division in Flensburg sowie im Stab der Kommandantur Graudenz und die zwischenzeitliche Beförderung zum Major an. Am 27. Januar 1911 wurde Fischer zum Adjutanten der II. Armee-Inspektion in Meiningen ernannt. Anschließend zum 1. April 1912 wieder in den Großen Generalstab versetzt, wurde Fischer am 27. Januar 1913 zum Kommandeur des II. Bataillons im Füsilier-Regiment „Graf Roon“ (Ostpreußisches) Nr. 33 in Gumbinnen ernannt. In dieser Stellung am 18. Dezember 1913 zum Oberstleutnant befördert, war er ab 22. April 1914 beim Stab des Anhaltischen Infanterie-Regiments Nr. 93 in Dessau.
Mit Ausbruch des Ersten Weltkriegs erfolgte gemäß Mobilmachungsbestimmung aus diesem Verband die Aufstellung des Landwehr-Infanterie-Regiments Nr. 66. Fischer wurde am 4. August 1914 zum Regimentskommandeur ernannt und nahm im Verbund mit der 14. Landwehr-Brigade an den Kämpfen bei Metz-Conflans teil. Bereits am 27. September 1914 gab er sein Regiment ab und wurde zum Kommandeur des ebenfalls an der Westfront stehenden 3. Niederschlesischen Infanterie-Regiments Nr. 50 ernannt. In der Folge kämpfte Fischer auf den Maashöhen an der Combres-Höhe und wurde während der Herbstschlacht in der Champagne am 5. Oktober 1915 schwer verwundet. Er kam daraufhin ins Lazarett und wurde zu den Offizieren von der Armee überführt. Nach seiner Gesundung erhielt Fischer am 27. Februar 1916 das Kommando über das Reserve-Infanterie-Regiment Nr. 16. Während der Schlacht um Verdun am 17. Mai 1916 erneut schwer verwundet, wurde Fischer wieder zu den Offizieren von der Armee überführt und am 18. August 1916 zum Oberst befördert. Als solcher wurde er am 6. September 1916 Kommandeur des Infanterie-Regiments Nr. 398. Während der Kämpfe vor Verdun konnte er sich mit seinen Truppen besonders bewähren und wurde mit dem Kronenorden II. Klasse mit Schwertern ausgezeichnet. Aufgrund einer Herzmuskelerkrankung musste er jedoch auch diesen Verband Anfang Dezember 1916 abgeben. Ein halbes Jahr später war Fischer wieder dienstfähig und wurde zum Kommandeur der 231. Infanterie-Brigade ernannt. Dieser Großverband lag mit seinen drei unterstellten Infanterie-Regimentern Nr. 442, 443 und 444 in Stellungskämpfen vor Reims.
In der am 21. März 1918 beginnenden Deutschen Frühjahresoffensive führte Fischer seine Brigade siegreich in der Durchbruchsschlacht bei Saint-Quentin-La Fère und den anschließenden Verfolgungskämpfen. Nach der Einstellung der Offensive und weiteren Stellungskämpfen nördlich der Ailette folgte Ende Mai 1918 die Teilnahme an der Schlacht bei Soissons und Reims. Dabei gelang es bis zur Marne vorzustoßen, den Stab sowie den Kommandeur einer französischen Kavalleriebrigade gefangen zu nehmen und schließlich die Stadt Château-Thierry zu erobern. Für die Leistungen seiner unterstellten Truppen wurde Fischer am 30. Juni 1918 mit der höchsten preußischen Tapferkeitsauszeichnung, dem Orden Pour le Mérite ausgezeichnet. Nach weiteren Stellungskämpfen zwischen Oise und Marne kam die Brigade wieder bei Verdun zum Einsatz. Im August/September kämpfte der Großverband in der Abwehrschlacht zwischen Somme und Oise, ging dann auf die Siegfriedstellung zurück und lag vier Wochen in Abwehrkämpfen zwischen Cambrai und Saint-Quentin. Während des anschließenden Rückzugs zunächst auf die Hermannstellung, später auf die Antwerpen-Maas-Stellung, musste aufgrund der Verluste das Infanterie-Regiment Nr. 444 Ende Oktober 1918 aufgelöst werden.
Nach dem Waffenstillstand von Compiègne führte Fischer die Reste seiner Brigade in die Heimat zurück, wo er nach der Demobilisierung vom 5. bis 28. Februar 1919 als Kommandeur des Anhaltischen Infanterie-Regiments Nr. 93 fungierte. Daran schloss sich seine Ernennung zum Kommandeur der Infanterie-Schießschule in Wünsdorf an. Aufgrund der Bedingungen des Friedensvertrages von Versailles und der damit verbundenen Schließung der Schule, wurde Fischer am 1. Oktober 1919 unter Versetzung zu den Offizieren von der Armee dem Kommandeur der Infanterie-Schule zur besonderen Verwendung zugeteilt. Er war in den kommenden Monaten als Lehrgangsleiter tätig, wurde in die Reichswehr übernommen und am 1. April 1920 zum Kommandanten des Truppenübungsplatzes Zossen ernannt. In dieser Stellung wurde Fischer am 16. Juni 1920 noch zum Generalmajor befördert, bevor er am 4. November 1920 seinen erbetenen Abschied erhielt.

### Familie
Fischer heiratete am 10. Oktober 1894 Wanda Theodora Agnes von Hochwächter (* 18. Februar 1874). Das Paar hatte eine Tochter: Hildegard (* 19. Januar 1896; 18. Juni 1973) ⚭ 1916 Julius Friedrich Carl von Duering (1886–1957).